# Kofi Sarkodie
Kofi Sarkodie est un footballeur américain né le 22 mars 1991 à Huber Heights dans l'Ohio. Il évolue au poste d'arrière droit.

## Biographie
Sarkodie rejoint le centre national de l'IMG Soccer Academy à l'âge de 15 ans. En 2008, il retrouve l'Ohio et intègre l'Université d'Akron qui héberge une des meilleures équipes de soccer universitaire du pays : les Zips.
Il est repéré dès sa première saison comme un des meilleurs joueurs de NCAA et est élu dans la Soccer America All-Freshman first team honoree. Lors de sa seconde saison, les Zips remportent le Championnat NCAA.
À la suite de ces bons résultats, il décide d'anticiper son passage en pro et signe un contrat Génération Adidas avec la MLS. Il est repêché en 7e position de la MLS SuperDraft 2011 par le Dynamo de Houston.

## Palmarès
- Finaliste de la MLS Cup : 2011, 2012
- Champion NCAA : 2010